# Rudolf, kralj Franačke
Rudolf (Raul; umro 15. siječnja 936.) bio je francuski kralj od 923. do 936. godine.
Bio je vojvoda Burgundije prije nego što je postao kralj Francuske 923. godine, poslije oružane pobjede pobunjenih plemića protiv Karla III. Prvi izbor za novog kralja je bio Robert I., brat kralja Oda, ali kako je tijekom borbe on poginuo, novi izbor je pao na najmoćnijeg tadašnjeg plemića francuskog kraljevstva. 
Nedugo poslije krunidbe svoje vojvodstvo on velikodušno poklanja bratu. U doba njegovog vladanja pljačkaški pohodi Vikinga se lagano smiruju, ali jačanje moći plemića na račun kralja koji ovisi o njima će pripremiti teren za slabašne, nevidljive kraljeve.
Nasljeđuje ga 936. Luj IV., sin svrgnutog Karla III. 

## Obitelj
Rudolf je bio sin grofa i vojvode Rikarda Burgundskog te njegove supruge Adelajde od Auxerrea, a oženio se Emom, koja je bila kći kralja Roberta. Ema je Rudolfu rodila sina Luja, a možda i kćer Juditu.
Nije sačuvan opis kraljevog izgleda, ali je on prikazan plavokos u kronici zvanoj Chroniques de France ou de St Denis.
| Prethodnik: Karlo III. | kralj Francuske | Nasljednik: Luj IV. |